# Strongylopus merumontanus
Strongylopus merumontanus é uma espécie de anfíbio anuros da família Pyxicephalidae. Está presente na Tanzânia. A UICN classificou-a como pouco preocupante.